# Maggie Aderin-Pocock
Margaret Ebunoluwa «Maggie» Aderin-Pocock (9 de marzo de 1968) es una científica espacial inglesa investigadora asociada honoraria en el Departamento de Física y Astronomía de la UCL. Desde febrero de 2014, ha aparecido repetidamente en el programa de televisión sobre astronomía The Sky at Night (El cielo de noche) junto a Chris Lintott.

## Biografía
Nació en Londres, de padres nigerianos. Su nombre «Ebunoluwa» tiene raíces yoruba: «Ebun» significa «regalo» y Oluwa «Dios», el cual es también una forma de variante de la palabra «Oluwabunmi» o «Olubunmi», «regalo de Dios» en yoruba. Asistió a La Sainte Escuela de Convento de la Unión en Londres norte. Tiene dislexia y de niña, cuando decía a sus profesores que iba a ser astronauta, estos le sugerían que probara la enfermería, «porque eso también es científico». Obtuvo Niveles 4 en matemática, física, química y biología.
Estudió en el Imperial College London, ganando un BSc en física en 1990 y un doctorado en ingeniería mecánica en 1994. Su tesis aceptada en 1995, se tituló «Interferometric Studies de Lubrificantes en Películas Muy Delgadas en Contactos Concentrados». Ese proyecto implicó el desarrollo de sistemas de medición de ultradelgadas películas (utilizó espectroscopia e interferometría a nivel 2.5 nm). Esos estudios doctorales implicó mejorar el rendimiento óptico y el diseño mecánico del sistema, así como el desarrollo de control y soft de procesamiento de imágenes. Otras técnicas conocidas para esa época sólo podrían operar al nivel del micrón con resolución más pobre. Ese trabajo de desarrollo resultó en la producción de instrumentos vendidos por una empresa spin-off del Imperial College.
Se habló de su biografía en Desert Island Discs de la BBC en marzo de 2010, y ha sido tema de artículos biográficos sobre mujeres de ciencia.
Vive en Guildford, Surrey, con su marido Martin e su hija Lauren, quién nació en 2010.

## Carrera
Ha trabajado en muchos proyectos, de industria privada y contratos de gobierno, a estudios académicos. Empezó en el Ministerio de Defensa y Evaluación de Defensa y Agencia de Búsqueda sobre sistemas de alerta de misiles. Luego trabajó sobre instrumentos para detectar minas terrestres. Luego asistió a la Universidad Imperial de Londres en 1999 con una beca del Ciencia y Consejo de Instalaciones de la Tecnología para trabajar con el grupo que desarrollaba un espectrógrafo de resolución alta para el telescopio Gemini en Chile, el cual sondea el corazón de las estrellas mediante la conversión de la luz estelar recogida por grandes telescopios en espectro de colores, y los analiza para saber qué está pasando miles de millones de años luz.
En 2009, fue nombrada una MBE por sus servicios a la ciencia y educación. También se le otorgó un doctorado honorario de la Universidad de Staffordshire en 2009 por contribuciones al campo de educación de la ciencia.
En 2015, apareció en la Series 5 del espectáculo televisivo infantil Hacker Time.

## Premios y distinciones
- 2024 — Dama Comendadora de la Orden del Imperio Británico.
- 2020 — William Thomson, Medalla y Premio Lord Kelvin, Instituto de Física, por su compromiso público con la física.[13]
- 2018 — Doctor honoris causa en Ciencias, Universidad de Leicester.
- 2017 — Doctor honoris causa en Ciencias, Universidad de Loghborough.
- 2014 — Doctor honoris causa en Ciencias, Universidad de Bath.[14]
- 2013 — Lista de Poder de Reino Unido, listada entre las 10 personas negras más influyentes del Reino Unido.
- 2013 — Centro de Dislexia de la Universidad de Yale "Premio de pensamiento fuera de la caja".
- 2012 — Lista de Poder de Reino Unido, listada entre las 100 personas negras más influyentes del Reino Unido.
- 2011 — Ganadora del premio "Nuevo Talento" del WFTV (Mujeres en el Cine y la Televisión).
- 2010 — Miembro honorario de la Asociación Científica Británica.
- 2010 — Tercera beca del STFC para su investigación en Ciencias de la Sociedad.
- 2010 — Tema de un episodio de BBC Radio 4 Desert Island Discs.
- 2009 — Ganadora del premio «Red's Hot Women» de la revista Red Magazine en la categoría Pioneras.
- 2009 — Lista de Poder de Reino Unido, listada entre las 100 personas negras más influyentes del Reino Unido.
- 2009 — Doctor honoris causa en Ciencias, Universidad de Staffordshire,[15] por sus contribuciones en el campo de la educación de las ciencias.
- 2009 — MBE otorgado en la lista de Honores de 2009.
- 2008 — Segunda beca del STFC para su investigación en Ciencias de la Sociedad.
- 2008 — Invitada a pronunciar un «Discurso del viernes por la noche» en la Institución Real.
- 2008 — Premio de la Conferencia Isambard Kingdom Brunel de la Asociación Científica Británica.
- 2008 — Ganadora del Premio Arthur C Clark Outreach para la Promoción Espacial.
- 2006 — UKRC (Reino Unido) « Mujer de Logros Excepcionales ».
- 2006 — Primera ganadora de la beca del Consejo de Instalaciones Científicas y Tecnológicas (STFC) para la investigación sobre la Ciencia en la Sociedad.
- 2005 — Premiada el "Certificado de Excelencia" por el Club de Campeones de Reino Unido (en reconocimiento de esfuerzos en promover el estudio de la ciencia entre chicas jóvenes, especialmente aquellos de fondos de minoría étnica).

## Publicaciones
- Aderin, M. "Instrumentación espacial: Física y Astronomía en Harmony?" El papel presentado en la Ingeniería y Física - Sinergia para Éxito, 5 de octubre de 2006, Reino Unido.
- Aderin, Maggie (2007). Aderin, Maggie (2007). «A Different Sort of School Run». Astronomy & Geophysics 48 (5): 10-11. doi:10.1111/j.1468-4004.2007.48510.x.Geofísica & de astronomía. Aderin, Maggie (2007). «A Different Sort of School Run». Astronomy & Geophysics 48 (5): 10-11. doi:10.1111/j.1468-4004.2007.48510.x. (5): 10@–11. doi:10.1111/j.1468-4004.2007.48510.x.
- Barlow, M. J., A.S. Hales, P. J. Storey, X. W. Liu, YG Tsamis, y M. E. Aderin. "Bhros Observaciones de Resolución Espectrales altas de Pn Prohibidos y Perfiles de Línea de la Recombinación." Proceedings De la Unión Astronómica Internacional 2, núm. Simposio S234 (2006): 367–68.
- Aderin, M. E. "Bhros Instalación y Rendimiento de Sistema." El papel presentado en la Tierra-Instrumentación basada para Astronomía, 21@–25 de junio de 2004, EE.UU..
- Aderin, M., I. Crawford, P. D'Arrigo, y A. Charalambous. "Resolución alta Espectrógrafo Óptico (Hros): Un Resumen de Progreso." El papel presentado en la Conferencia en Óptico y IR Instrumentación de Telescopio y Detectores, 27@–31 Marcha 2000, Múnich, Alemania.
- Aderin, M. E., I.A. Burch. "Countermine: La mano Aguantada y Vehículo Detección de Mina Montada." El papel presentado en la Segunda Conferencia Internacional encima Detección de Minas de Tierra Abandonada, 12@–14 de octubre de 1998, Londres, Reino Unido.
- Aderin, Margaret Ebunoluwa. "Interferometric Estudios de Lubrificante Muy Delgado Películas en Concentró Contactos." Tesis (Ph D y D yo C ) - Departamento de Ingeniería Mecánica, Universidad Imperial, Londres, 1995.
- Gunsel, S.;  Spikes, H.A.; Aderin, M. (1993). Gunsel, S.; Spikes, H. A.; Aderin, M. (1993). «In-Situ Measurement of Zddp Films in Concentrated Contacts». S T L E Tribology Transactions 36 (2): 276-82. doi:10.1080/10402009308983159. Gunsel, S.; Spikes, H. A.; Aderin, M. (1993). «In-Situ Measurement of Zddp Films in Concentrated Contacts». S T L E Tribology Transactions 36 (2): 276-82. doi:10.1080/10402009308983159. (2): 276@–82. doi:10.1080/10402009308983159.
- Aderin, M. E.; Johnston, G. J.;  Spikes, H.A.; Balson, T. G.; Emery, M. G. (1993). Aderin, M. E.; Johnston, G. J.; Spikes, H. A.; Balson, T. G.; Emery, M. G. (1993). «Film-Forming Properties of Polyalkylene Glycols». Journal of Synthetic Lubrication 10 (1): 23-45. doi:10.1002/jsl.3000100103. Aderin, M. E.; Johnston, G. J.; Spikes, H. A.; Balson, T. G.; Emery, M. G. (1993). «Film-Forming Properties of Polyalkylene Glycols». Journal of Synthetic Lubrication 10 (1): 23-45. doi:10.1002/jsl.3000100103. (1): 23@–45. doi:10.1002/jsl.3000100103.
- Cann, P.m., M. Aderin, G.J. Johnston, y H.A.  Spikes. "Una Investigación a la Orientación Oflubricant Moléculas en Ehd Contactos." En Partículas de Desgaste: De la Cuna a la Tumba, editado por D. Dowson, G. Dalmaz, T. H. C. Childs, C. M. Taylor y M. Godet. 209@–18: Elsevier Editores de Ciencia, 1992.
- Aderin, M.; Johnston, G. J.;  Spikes, H.A.; Caporiccio, G. (1992). Aderin, M.; Johnston, G. J.; Spikes, H. A.; Caporiccio, G. (1992). «The Elastohydrodynamic Properties of Some Advanced Hydrocarbon-Based Lubricants». Lubrication Engineering 48 (8): 633-38. Aderin, M.; Johnston, G. J.; Spikes, H. A.; Caporiccio, G. (1992). «The Elastohydrodynamic Properties of Some Advanced Hydrocarbon-Based Lubricants». Lubrication Engineering 48 (8): 633-38. (8): 633@–38.